# Woman of the Hour
Woman of the Hour är en amerikansk kriminalthrillerfilm från 2023, baserad på livet kring seriemördaren Rodney Alcala. Filmen är regisserad av Anna Kendrick (hennes regidebut; även huvudrollsinnehavare), från ett manus skrivet av Ian McDonald.
Filmen premiärvisades på Toronto International Film Festival den 8 september 2023, och hade biopremiär i Sverige den 8 november 2024.

## Handling
Filmens handling kretsar mestadels kring den karriärfokuserande skådespelerskan Sheryl Bradshaw, som under år 1978 deltar i TV-programmet The Dating Game, och vinner en dejt tillsammans med en man vid namn Rodney Alcala. Men det Sheryl inte vet om Rodney är att han praktiskt taget är en psykotisk seriemördare och våldtäktsman, som vid den tidpunkten redan har lyckats mörda fem stycken kvinnor. Han ska senare även komma att få smeknamnet "The Dating Game Killer", detta på grund av hans minst sagt underliga fasad under programavsnittets gång.

## Rollista
| Anna Kendrick      | – Sheryl Bradshaw |
| Daniel Zovatto     | – Rodney Alcala   |
| Nicolette Robinson | – Laura           |
| Tony Hale          | – Ed              |
| Kathryn Gallagher  | – Charlie         |
| Kelley Jakle       | – Sarah           |
| Autumn Best        | – Amy             |
| Pete Holmes        | – Terry           |